# Adriana Bittel
Adriana Bittel (n. 31 mai 1946, București), prozatoare și publicistă română, absolventă a Facultății de Limba și Literatura Română a Universității din București în 1970. În calitatea de publicistă, contribuie cu cronică la revista România Literară, prozatoarea, critica și istorica literară Ioana Pârvulescu numind-o „Cronicarul en titre al ultimei pagini, căreia i-a impus un stil și o directețe”. Gabriel Dimisianu scrie că s-a vorbit cu dreptate „despre duhul cehovian al prozei sale, care unește empatia cu observația lucidă, lirismul cu notația realistă cât se poate de exactă, incisivă”. De altfel, Bittel a fost descrisă drept unul dintre prozatorii de marcă ai generației ’80. În portretul Adrianei Bittel, Gabriel Dimisianu apreciază că „spiritul critic, inteligența și competența literară se întâlnesc cu generozitatea”. În „Istoria tragică & grotescă a întunecatului deceniu literar nouă” (1993), Radu G. Țeposu o include pe Adriana Bittel în categoria scriitorilor analiști, adică a scriitorilor neinteresați de construcții epice de mari dimensiuni. În 1963 debutează cu proză în Gazeta literară și editorial - în 1980 cu volumul „Lucruri într-un pod albastru”, un volum de „caligrafii poematice”, după cum l-a numit Ion Holban.
Este prezentă în antologiile: „Generația 80 în proza scurtă“, alcătuită de Gheorghe Crăciun și Viorel Marineasa (Editura Paralela 45, 1998) și „Romanian Fiction of the 80s and 90s“ (Editura Paralela 45, 1999). Figurează cu texte de proză în antologii publicate în SUA, Austria, Germania, Iugoslavia.

## Afilieri
A fost, din 1970, corector și apoi redactor la revista „România literară” unde lucrează și în prezent. Este și consilier editorial la Editura Universal Dalsi.
În perioada studenției a frecventat cenaclul „Junimea” al Universității din București, condus de criticul George Ivașcu.
Este membră a Uniunii Scriitorilor din România și a PEN-Clubului Român
În 2003, a făcut parte, alături de Ioana Pârvulescu, Marina Constantinescu, Nicolae Manolescu, Gabriel Dimisianu, Alex. Ștefănescu si Tudorel Urian dintr-un juriu care a acordat premiul „Cartea anului” cărții „Jurnal 1990-1993”, a Monicăi Lovinescu.

## Volume publicate
- "Lucruri într-un pod albastru" (Editura Cartea Românească, 1980).[8]
- "Somnul după naștere" (Editura Cartea Românească, 1984)
- "Iulia în iulie" (Editura Eminescu, 1986)
- "Fototeca (Ed. Cartea Românească, 1989)
- "Întâlnire la Paris (Ed. Compania, 2000) – Premiul Asociației Scriitorilor din București și Premiul ASPRO
- "Cum încărunțește o blondă (Ed. Compania, 2006)

## Volume colective
- Cartea cu bunici, coord. de Marius Chivu -  Gabriela Adameșteanu, Radu Afrim, Iulia Alexa, Adriana Babeți, Anamaria Beligan, Adriana Bittel, Ana Blandiana, T.O. Bobe, Lidia Bodea, Emil Brumaru, Alin Buzărin, Alexandru Călinescu, Matei Călinescu, Daniela Chirion, Livius Ciocârlie, Adrian Cioroianu, Alexandru Cizek, Andrei Codrescu, Denisa Comănescu, Radu Cosașu, Dana Deac, Florin Dumitrescu, B. Elvin, Cătălin Dorian Florescu, Filip Florian, Matei Florian, Șerban Foarță, Emilian Galaicu-Păun, Vasile Gârneț, Cristian Geambașu, Dragoș Ghițulete, Cristian Ghinea, Bogdan Ghiu, Stela Giurgeanu, Adela Greceanu, Bogdan Iancu, Nora Iuga, Doina Jela, Alexandra Jivan, Ioan Lăcustă, Florin Lăzărescu, Dan Lungu, Cosmin Manolache, Anca Manolescu, Angela Marinescu, Virgil Mihaiu, Mircea Mihăieș, Călin-Andrei Mihăilescu, Dan C. Mihăilescu, Vintilă Mihăilescu, Ruxandra Mihăilă, Lucian Mîndruță, Adriana Mocca, Cristina Modreanu, Ioan T. Morar, Ioana Morpurgo, Radu Naum, Ioana Nicolaie, Tudor Octavian, Andrei Oișteanu, Radu Paraschivescu, H.-R. Patapievici, Dora Pavel, Irina Petraș, Cipriana Petre, Răzvan Petrescu, Marta Petreu, Andrei Pleșu, Ioan Es. Pop, Adina Popescu, Simona Popescu, Radu Pavel Gheo, Tania Radu, Antoaneta Ralian, Ana Maria Sandu, Mircea-Horia Simionescu, Sorin Stoica, Alex Leo Șerban, Robert Șerban, Tia Șerbănescu, Cătălin Ștefănescu, Pavel Șușară, Iulian Tănase, Antoaneta Tănăsescu, Cristian Teodorescu, Lucian Dan Teodorovici, Călin Torsan, Traian Ungureanu, Constanța Vintilă-Ghițulescu, Ciprian Voicilă, Sever Voinescu; Ed. Humanitas, 2007;
- Povești de dragoste la prima vedere - Gabriel Liiceanu, Ioana Pârvulescu, Radu Paraschivescu, Ana Blandiana, Adriana Bittel; Ed. Humanitas, 2008;
- Intelectuali la cratiță. Amintiri culinare și 50 de rețete - Gabriel Liiceanu, Adriana Babeți, Adriana Bittel, Ana Blandiana, Emil Brumaru, Mircea Cărtărescu, Marius Chivu, Livius Ciocârlie, Neagu Djuvara, Dan C. Mihăilescu, Ioana Nicolaie, Radu Paraschivescu, Ioana Pârvulescu, Oana Pellea, Monica Pillat, Andrei Pleșu, Tania Radu, Antoaneta Ralian, Grete Tartler, Vlad Zografi; Ed. Humanitas, 2012;
- Casele vieților noastre - Gabriel Liiceanu, Adriana Bittel, Ana Blandiana, Andrei Pleșu, Antoaneta Ralian, Barbu Cioculescu, Dan C. Mihăilescu, Gabriela Tabacu, Horia-Roman Patapievici, Ioana Pârvulescu, Micaela Ghițescu, Monica Pillat, Radu Paraschivescu, Tania Radu, Victor Ieronim Stoichiță; Ed. Humanitas, 2014;
- Cartea simțurilor, coord. de Dan C. Mihăilescu; Gabriel Liiceanu, Mihai Măniuțiu, Dan C. Mihăilescu, Angelo Mitchievici, Horia-Roman Patapievici, Tania Radu, Antoaneta Ralian, Cătălin Ștefănescu, Ana Barton, Adriana Bittel, Ana Blandiana, Mircea Cărtărescu, Ioana Nicolaie, Radu Paraschivescu, Ioana Pârvulescu, Constantin Coman, Horea Paștină, Monica Pillat, Andrei Pleșu, Mihai Sârbulescu, Victor Ieronim Stoichiță; Ed. Humanitas, 2015;
- Cum să fii fericit în România, coord. de  Oana Bârna, texte de Gabriel Liiceanu, Ioana Pârvulescu, Radu Paraschivescu, Tatiana Niculescu, Anamaria Smigelschi, Andrei Pleșu, Adriana Bittel, Dan Tăpălagă, Jean A. Harris, Vlad Zografi, Clotilde Armand, Ariana Rosser Macarie, Andreea Răsuceanu, Andrei Cornea, Monica Pillat, Mihaela Coman, Horia-Roman Patapievici; Ed. Humanitas, 2017;

## Recenzii despre Bittel
- Bianca Burța-Cernat, Cum rămâne în umbra o scriitoare Arhivat în 5 octombrie 2016, la Wayback Machine., Observator cultural, Nr. 108 / 29 martie - 4 aprilie 2007
- Daniel Cristea-Enache, Cum ne trece viața Arhivat în 5 decembrie 2013, la Wayback Machine., România literară, Nr. 4 / 2 februarie 2007
- Daniel Cristea-Enache, Recenzie de Daniel Cristea Enache Arhivat în 9 noiembrie 2013, la Wayback Machine., Pagină personală
- Tudorel Urian ,Fustele lui Mitica, România literară, Nr. 47 / 24 noiembrie 2006
- Simona Sora, Povestiri de azi, de mîine Arhivat în 5 octombrie 2016, la Wayback Machine., Dilema Veche, Nr. 147 / 17-23 noiembrie 2006